# Чабанов, Евгений Александрович
Евгений Александрович Чабанов (род. 8 августа 1997, Комсомольск-на-Амуре, Хабаровский край) — российский футболист, полузащитник клуба «Машук-КМВ».

## Биография
Родился в Комсомольске-на-Амуре. В возрасте двух лет с семьёй переехал в Волжский. Футболом занимался в СДЮСШОР-4. В 2015 году полгода провёл в любительском клубе «Ника Москва». В 2016 году стал игроком волгоградского «Ротора». Провёл 15 матчей за вторую команду в первенстве ЛФК-2016, в первенстве ПФЛ 2016/17 сыграл 9 матчей: в двух первых заменялся по ходу первого тайма, в остальных выходил в середине — концовке второго тайма. В первенстве ФНЛ 2017/18 провёл по одному матчу в начале и концовке сезона, оба раза выходил в конце игры. В первенстве ФНЛ 2018/19 сыграл две игры — в начале августа выходил в концовке матчей, в первенстве ПФЛ 2018/19 за «Ротор-2» в 22 матчах забил шесть голов. Чабанову было предложено искать новый клуб, и по совету главного тренера «Ротора-2» Олега Веретенникова летом 2019 года он перешёл в новороссийский «Черноморец» — в 18 матчах первенства ПФЛ забил семь мячей. В феврале 2020 года перешёл в краснодарский «Урожай», в одном матче первенства ПФЛ 2019/20 забил один гол. 21 февраля 2021 года был отдан в аренду в клуб РПЛ «Тамбов», за который дебютировал в тот же день — в матче 1/8 финала Кубка России против московского «Локомотива» (0:3) вышел на 63-й минуте. Через три дня сыграл первый матч в чемпионате — в домашней игре против «Ротора» (1:3) вышел на 69-й минуте.
Окончил Волжское техническое училище, получил квалификацию повара.